# Loeskypnum
Loeskypnum es un género de musgos hepáticas perteneciente a la familia Amblystegiaceae. Comprende 2 especies descritas y aceptadas:

## Taxonomía
El género fue descrito por Hermann Karl Gustav Paul y publicado en Bryologische Zeitschrift 1: 155. 1918. La especie tipo es: Loeskypnum badium (Hartm.) H.K.G. Paul

## Especies aceptadas
A continuación se brinda un listado de las especies del género Loeskypnum aceptadas hasta junio de 2013, ordenadas alfabéticamente. Para cada una se indica el nombre binomial seguido del autor, abreviado según las convenciones y usos.
- Loeskypnum badium (Hartm.) H.K.G. Paul
- Loeskypnum wickesii (Grout) Tuom.